# Dansa dels Arquets del Corpus Christi de València
La dansa dels Arquets, és una de les components del grup de les Dansetes, nom amb què es coneixen les danses interpretades per nens, que es realitza dins dels actes de la festa del Corpus Christi de la ciutat de València.

## Història
La majoria d'aquestes dansetes o balls infantils daten de les dècades centrals del segle xix, si atenem les seves característiques musicals, recordant moltes polques originàries del centre d'Europa. Aquesta dansa, com la resta de danses infantils participen a la Cavalcada del Convit.
Aquest ball igual que el dels Pastorets i els dels Llauradors, constitueixen les tres danses que representarien el bucolisme romàntic, l'enyorança de la natura i la reivindicació del medi rural. Són danses de tipus ornamental que presenten figures coreogràfiques molt més senzilles que altres danses.
Aquesta dansa coincideix en la seva música i coreografia amb les danses anomenades antigament poloneses (ja que és així com es deia a les nenes que la interpretaven), encara que es va popularitzar el nom de dansa dels Arquets, perquè les nenes que la ballaven portaven uns arcs florals que utilitzaven per crear efectes coreogràfics en l'execució de la dansa.
Segons Manuel Arenas Andújar aquesta dansa es va incorporar a la Cavalcada del Convit de València el 1846, moment en què es va reestructurar aquesta cavalcada.
Aquestes dansetes no es van interpretar de manera continuada a les festes del Corpus de València, ja que aquestes han tingut força alts i baixos i canvis al llarg dels més de sis segles d'història. Als problemes organitzatius es van unir ja entrat el segle XIX problemes de conceptualització de la festa i la seva forma de viure's, cosa que va fer que moltes de les danses, les infantils incloses, deixessen de dur-se a terme.

## Descripció de la dansa
La vestimenta de les dansaires coincideix més o menys amb el de pastora o serrana, és a dir, porten una faldilla de color (normalment vermell) que està adornada amb uns galons horitzontals, un cosset negre amb cintes trenades sobre una camisa blanca, i un barret de palla amb flors. Pel que fa al calçat, sol ser espardenyes de cintes trenades. Aquesta vestimenta fa que versions d'aquesta dansa típiques d'altres llocs com Riba-roja o Vilamarxant, siguin conegudes com a Dansa de les Pastoretes.
A les versions més antigues, les ballarines evolucionen guiades per una reina, però en les versions més actuals la guia ha desaparegut interpretant la dansa 8 nenes. A més, dues nenes més no executen el ball, sinó que el que fan és recollir els arcs en els moments en què sigui necessari.
L'únic pas que és utilitzat en aquesta dansa és el comú a altres danses infantils: primer amb el peu dret es colpeja amb força el terra alhora que l'esquerre queda enlaire durant aquest cop fort del dret. A continuació el peu esquerre camina però utilitzant la meitat de temps que quan copeja fortament el terra, acompanyant el dret amb la mateixa rapidesa a l'esquerre en el desplaçament. Es copeja fortament el terra novament, sent aquesta vegada el peu esquerre el que ho fa, mentre que el dret queda a l'aire. I novament es produeix el desplaçament ràpid dels dos peus.

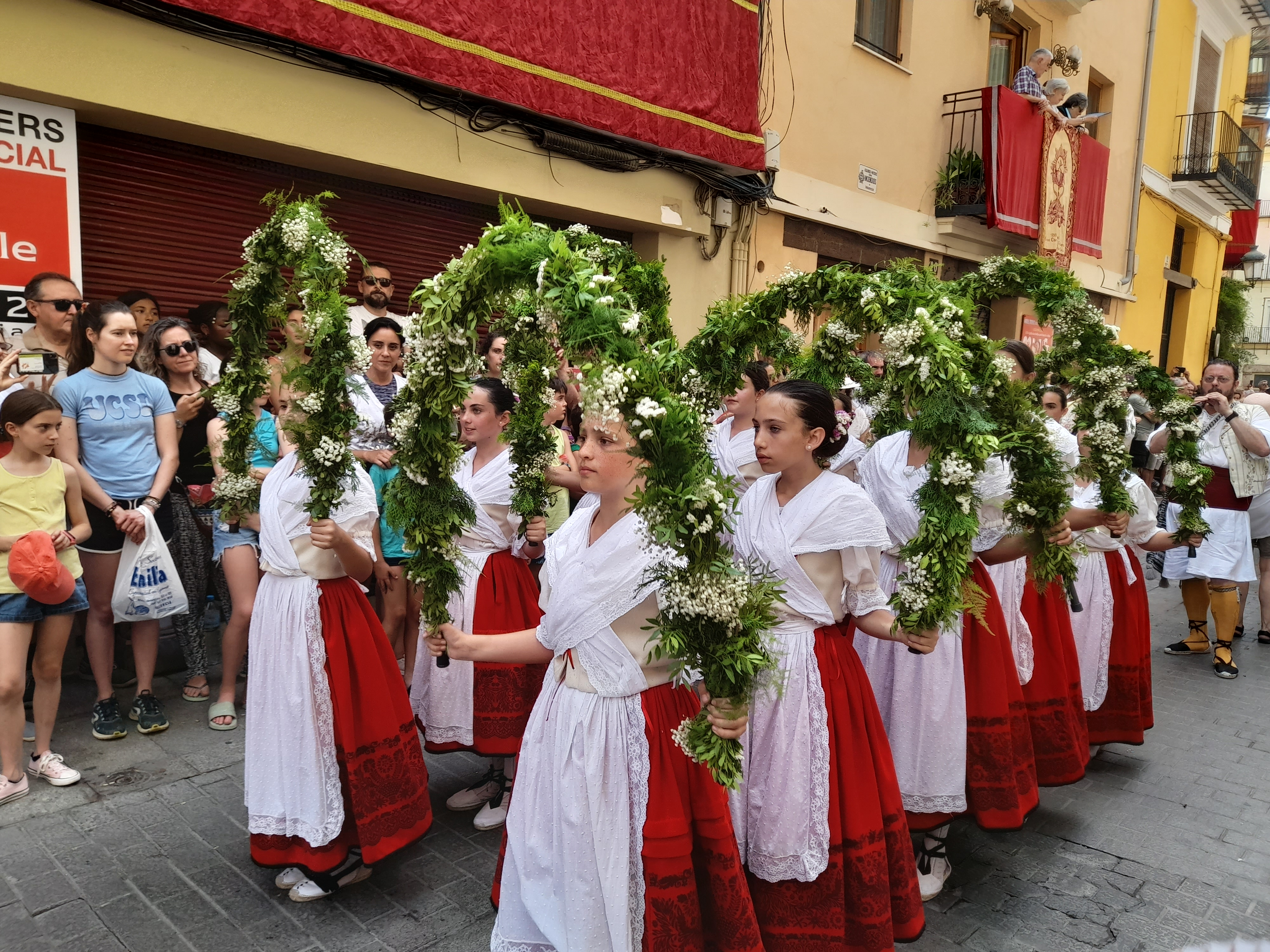
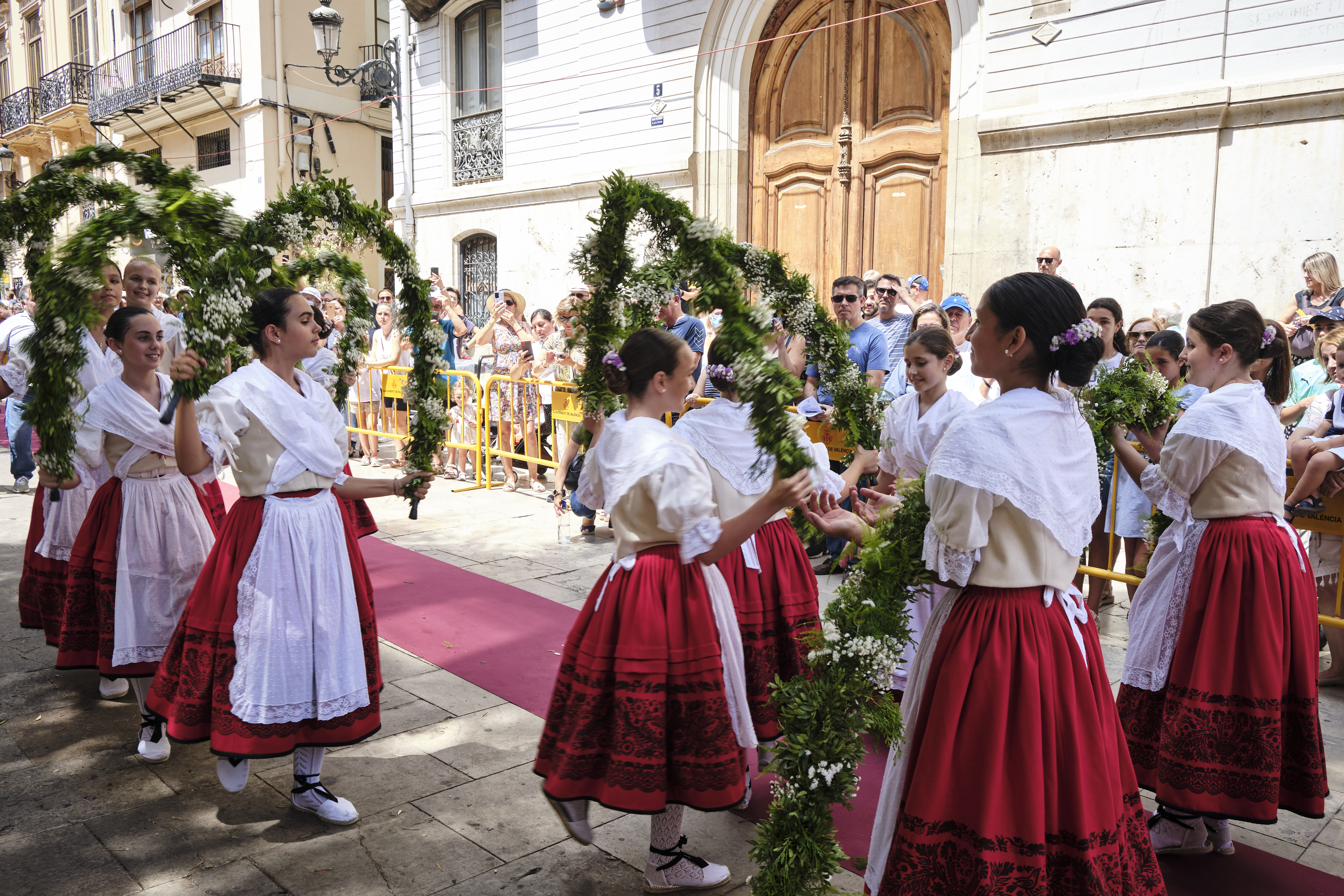
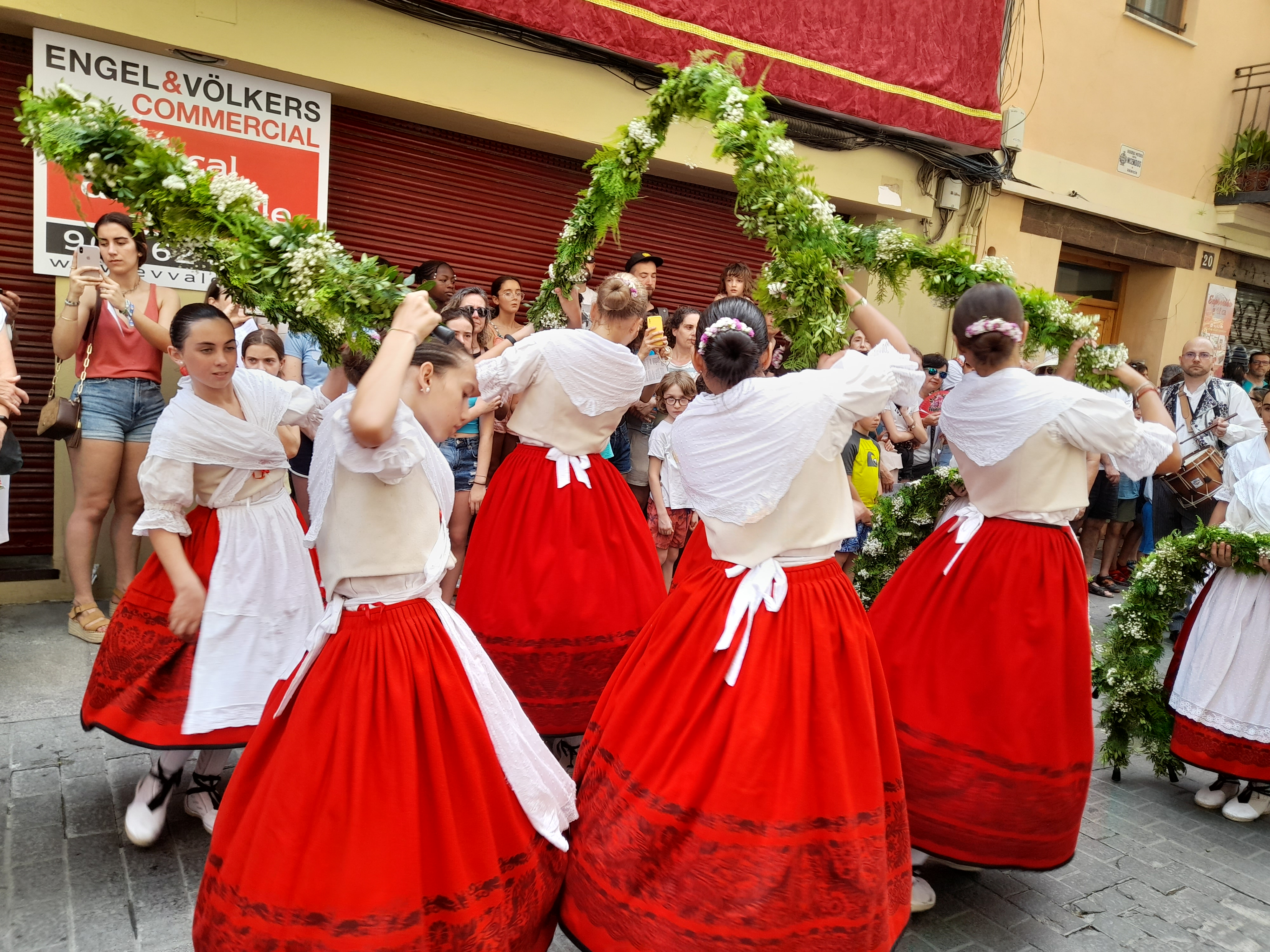
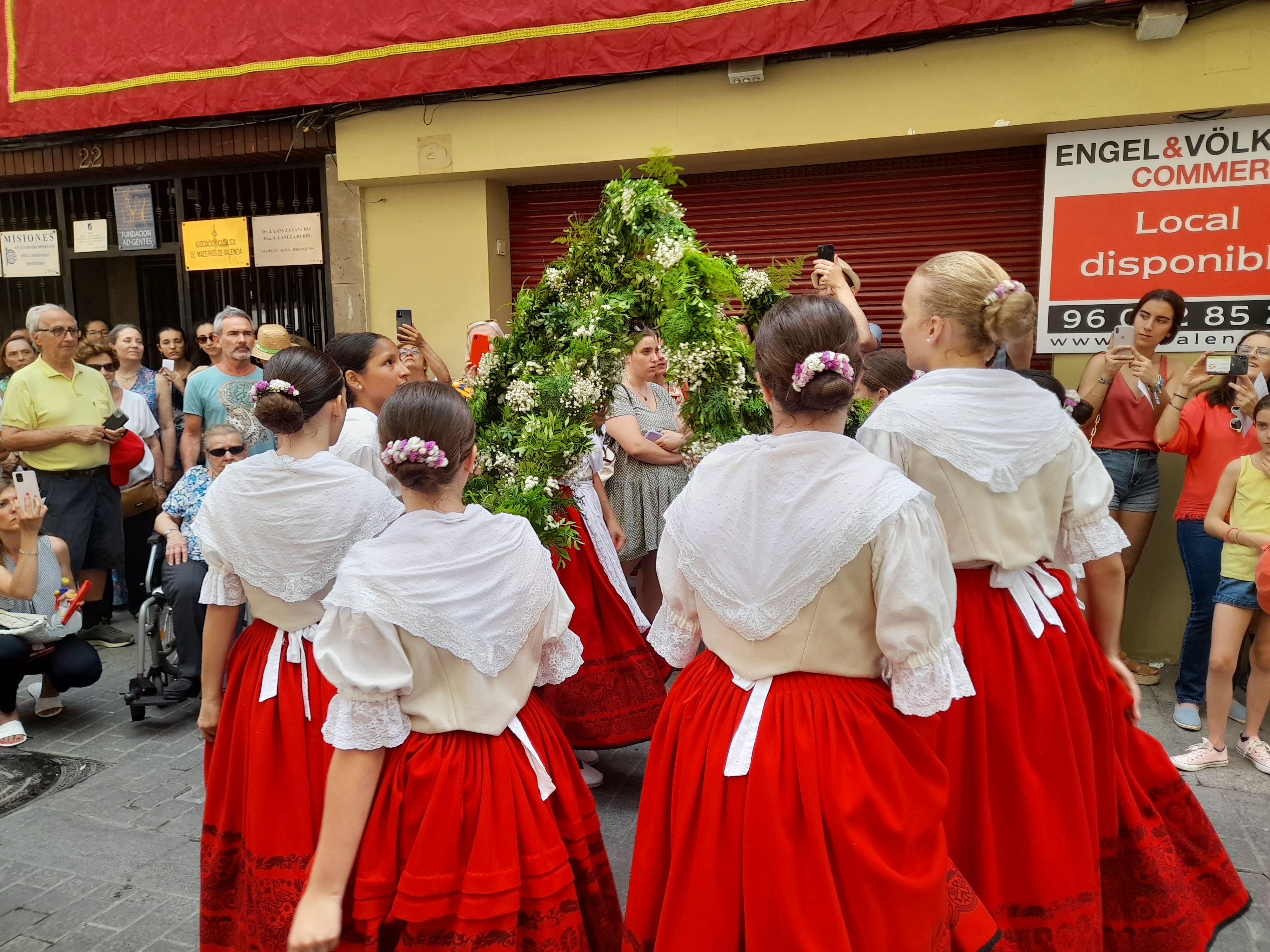
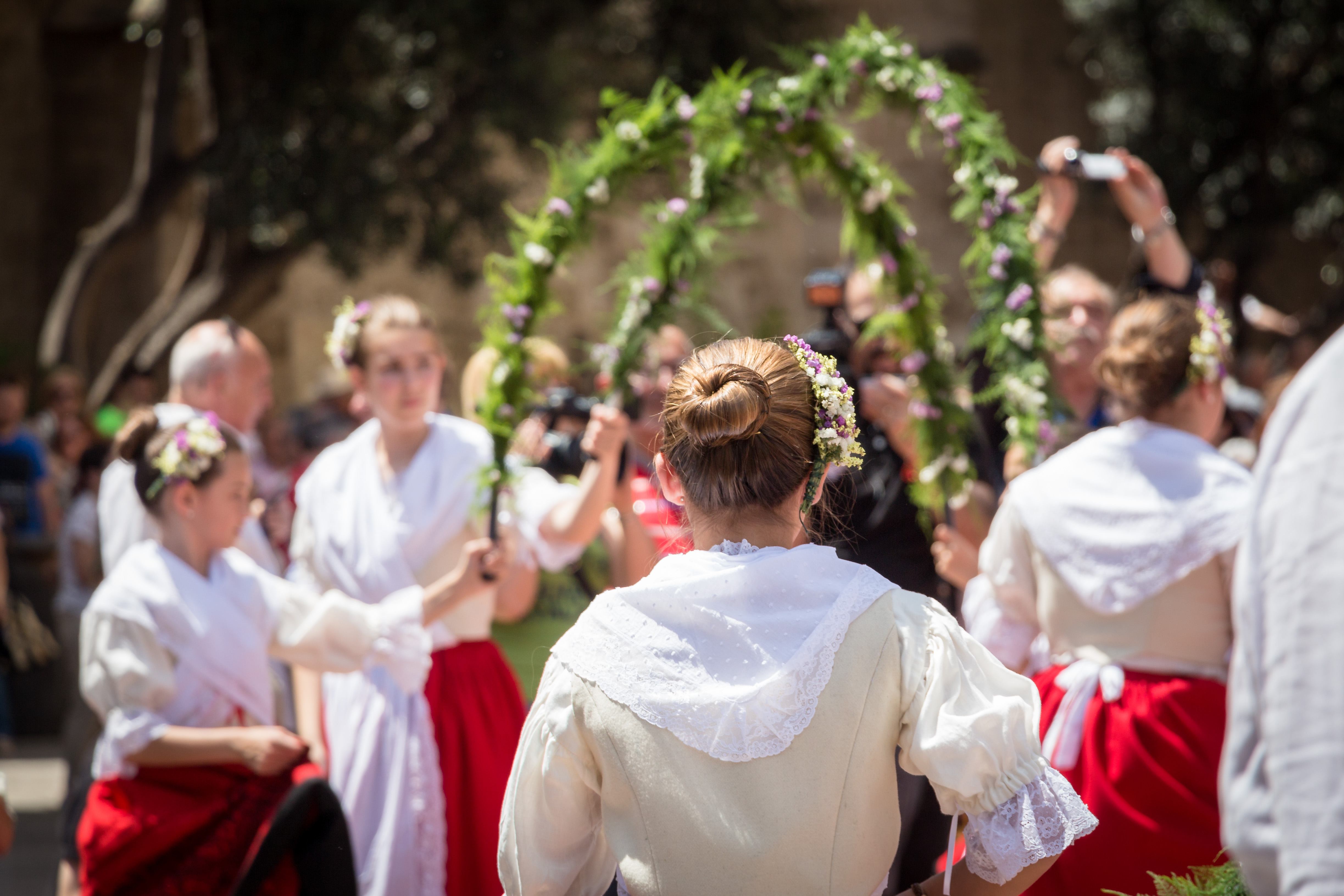
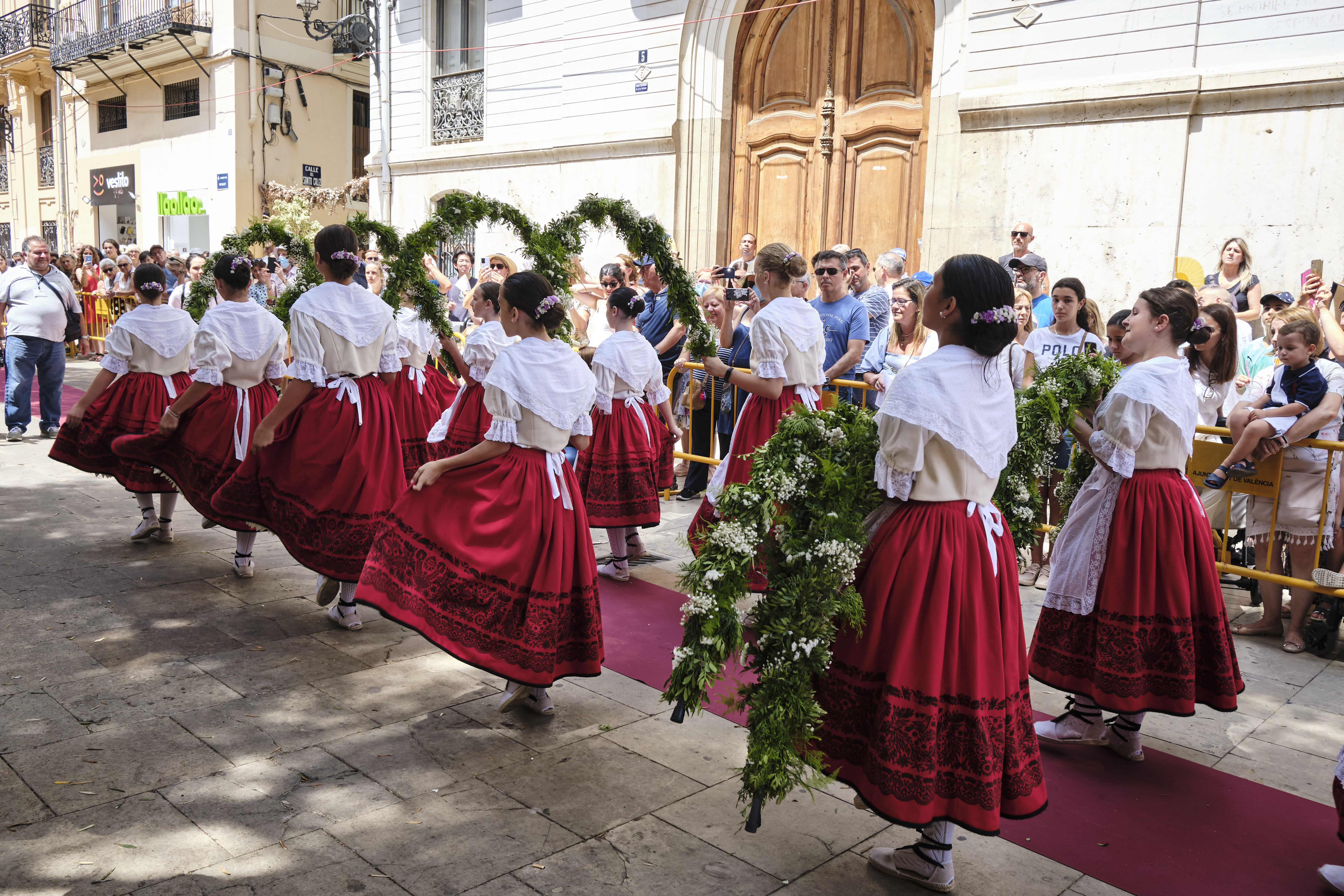

A partir d´aquesta base es descriuen una sèrie d´evolucions i combinacions, entre les quals destaquen:
Entrada
Espècie de marxa amb què es pretén formar dues files emprant la primera de les dues fases melòdiques que constitueixen la música d'aquesta dansa. El pas inicial el realitza cada fila amb un peu diferent, per aconseguir un efecte visual que consisteix a obrir els arcs quan colpegen amb el peu que queda a la part interior de les files, i tancant-los quan colpegen els peus que estan a l'exterior d'aquestes. Donen lloc així al que es diu Monos de col·locació inicial.
Primera figura
Aconseguit aquest efecte, canvia la fase melòdica i comença la primera figura que consisteix a tancar les files fins a formar-ne una de sola, per això s'intercalen les nenes que ocupen la mateixa posició d'una fila i una altra, després es passarà a obrir-la novament tornant a tenir dues files. Mentre s'obren les files, cada nena gira sobre si mateixa quan arriba al seu lloc inicial, i els arcs s'inclinen a diferent costat segons la fila a què la dansaire pertany, ja que cada fila copeja amb peu diferent en començar el ball.
Després de la primera figura es passa a una composició intermèdia (deixar arcs) en què s'inicia una marxa en què es van intercalant les nenes d'una fila a l'altra alhora que les dansaires que ocupen els llocs parells de la primera fila deixen els seus arcs, mentre que les de la segona fila ho fan les dansaires imparells, quedant així quatre nenes sense arc. Ara tornen a la posició inicial i les nenes que no tenen arc passen a compartir el de la seva companya, agafant cada nena una part del mateix donant lloc d'aquesta forma a una composició intermèdia coneguda com a Nova formació.
Segona figura
Partint d'aquesta nova formació es donarà lloc a la segona figura en què cada parella para per sota del pont creat amb els arcs de la resta de dansaires, mentre el seu el baixen cap als peus. Van passant des de les primeres a les últimes, quedant al final en la mateixa posició inicial.
Després d'aquesta segona figura es realitzen dues composicions intermèdies, a la primera coneguda com partir, la fila es descompon i adopten una formació de dues files de quatre dansaires cadascuna, passant immediatament després a formar una creu entre cada parella de dansaires de cadascuna de les dues noves files, donant lloc a la segona composició intermèdia que és la de muntar arcs. A partir d'aquesta formació en quadres i amb arcs muntats, passen a la figura següent.
Tercera figura
Consisteix a fer girar aquests quadres primer cap a la dreta i després cap a l'esquerra.
Després d'aquesta figura es passa a tres composicions intermèdies més, desmuntar arcs, tornant a posar les dansaires en dues files, per passar després a tornar a ajuntar les dues files en una sola, tornant a una formació anterior que és el punt de partida de la següent composició intermèdia, compondre la cúpula, en què totes les parelles de dansaires que comparteixen arc componen amb aquests una cúpula que després elevaran una mica.
Quarta figura
Immediatament passen a girar la cúpula a dreta i a esquerra donant lloc a la quarta figura. Passant després a la composició intermèdia de desfer la cúpula, per tornar a la formació inicial, de la qual partiran per deixar de compartir arc i les nenes que ho havien deixat passaran per davant de les que els guardaven per recollir arcs i tornaran al grup donant lloc a una nova formació intermèdia consistent de nou en dues files de quatre dansaires cadascuna amb els seus respectius arcs.
Sortida
Quan totes han arribat a les seves posicions de partida de la dansa, surten ambdues files en sentit contrari al que van entrar, concloent la dansa.